# Анексія Гоа
Індійська Анексія Гоа 1961 року (англ. Indian Annexation of Goa) (також вторгнення в Гоа) — акція збройних сил Індії, яка поклала край 451-річному португальському колоніальному правлінню Індією. Тривала 36 годин. Загинули 22 індійці та 30 португальців.

## Передісторія

### Дипломатичні спроби вирішення конфлікту Гоа[3]
27 лютого 1950 року індійський уряд звернувся до португальського уряду проханням почати переговори про майбутнє колоній в Індії. Португальці відповіли, що Гоа не є колонією, і що Гоа це частина метрополії, отже не належить передачі. Індія не має права на Гоа, оскільки республіка Індія не існувала за часів переходу Гоа під португальське правління. Коли португальське правління відмовилось відповідати на aide-mémoires (пам'ятні записки), 11 червня 1953 року Індія відхилила місію в Лісабон.
15 серпня 1955 року 3—5 тисяч беззбройних індійських активістів спробували проникнути в Гоа, в шести місцях і були насильно вигнані португальською поліцією. Після загинули 21—30 активістів. Це погіршило думки про португальське Гоа. 1 вересня 1955 року Індія зачинила своє консульство в Гоа.
1956 року португальський посол у Франції Марселлу Матьяш разом з прем'єр-міністром Антоніу де Олівейра Салазаром виступив на підтримку референдуму в Гоа. Проте це було відхилене міністрами іноземних справ та оборони. Запит про референдум зробив кандидат у президенти Умберту Делгаду 1957 року.

## Початок військових дій

### Військові дії в Гоа

#### наземна атака в Гоа: сектора Північ та Північний Схід
Бойові зіткнення в Гоа почалися у 9:45 17 грудня 1961, коли індійський загін атакував та захопив місто Маулінгем (Maulinguém) на північному сході Гоа, вбивши двох португальських солдатів. 2-й португальський розвідувальний ескадрон запросив дозвіл на атаку на індійців. У 13:45 була отримана відмова. В 02:00 2-й ескадрон був відправлений у місто Доромагого, щоб підтримати відступ поліцейських сил на зворотному шляху був атакований індійцями.
О 04:00 індійці почали артобстріл на південь від Маулінгема, думаючи що у місті є важкі танки. О 04:00 почався обстріл Бічолима (Bicholim). О 04:00 португальці зруйнували мости в Бічолимі, в Чапорі, о 05:00 в Асонорі.

#### Захоплення острова Анджедіва
Анджедіва — невеликий острів за 1,5 км2, належить до округу Гоа Португалії, хоча лежить біля узбережжя штату Карнатака. На острові знаходиться стародавня фортеця, яку захищала португальська армія.
Під прикриттям артилерії кораблів індійські морські піхотинці під командуванням лейтенанта Аруна Аудітто 18 грудня в 14:25 розпочали штурм острова, атакувавши португальський гарнізон. Португальці відбили атаку, 7 індійських морпіхів було вбито, 19 було поранено (у тому числі 2 офіцери).
Португальці у кінцевому підсумку здалися після інтенсивного обстрілу індійською корабельною артилерією. О 14:00 захопили острів, усі португальці взяті у полон, крім 2-ох капралів і 1-го рядового. Один капрал заховався в горах і здався 19 грудня, інший був захоплений опівдні 20 грудня. Він відбивався гранатами поранивши 7 піхотинців. Останній — рядовий Мануель Каетано — став останнім солдатом взятим у полон, 22 грудня, досягнувши вплав узбережжя.

#### Морський бій у затоці Мормуган
Уранці 18 грудня португальський шлюп NRP Afonso de Albuquerque стояв на якорі у затоці Мормуган. Екіпаж корабля мав завдання битися з індійськими кораблями та як берегова батарея для захисту затоки й прилеглого берега, а також забезпечувати радіозв'язок через Лісабон. Бо берегові радіостанції були зруйновані авіаударами індійців.
В 09:00 три індійських фрегати на чолі кораблем INS Betwa зайняли позицію у затоці Мормуган. Очікуя, прикази атакувати «Афонсу ді Альбукерке» й захопити вхід у порт. В 11:00 індійські літаки почали бомбардування затоки Мормуган. В 12:00, отримавши дозвіл від штабу, INS Betwa й INS Beas увійшли в затоку й відкрили вогонь по португальському шлюпу з 4,5 дюймових гармат, передаючи азбукою Морзе між пострілами вимоги здатися. У відповідь «Афонсу де Альбукеркі» вибрав якір, і рушив на супротивника та відкрив вогонь з 120-мм знарядь.
Чисельна перевага була на сторонні індійців. «Афонсу де Альбукеркі» знаходився у невигідній позиції, яка обмежувала його маневреність. Чотири його 120-мм гармат могли випускати 2 снаряди за хвилину. Гармати індійських фрегатів випускали 60 снарядів за хвилину. В 12:25 португальський шлюп отримав попадання прямо в командний місток. Був поранений офіцер по зброї. У 12:25 в «Афонсу ді Альбукерке» влучив протипіхотний шрапнельний снаряд. Загинув офіцер зв'язку, був важко поранений капітан корабля Антоніу да Кунья Араган (António da Cunha Aragão). Командування кораблем прийняв старший офіцер Пінту да Круш (Pinto da Cruz). Рухова установка корабля також була важко пошкоджена.
В 12:35 корабель розвернувся на всі 180 градусів і сів на мілину біля пляжу Бамбола. Був піднятий білий прапор.

## Міжнародна реакція на захоплення Гоа

### Осуд

#### США
Офіційна реакція США на вторгнення в Гоа, була озвучена Едлаєм Стівенсоном на засіданні ради безпеки ООН, він засудив збройні дії індійського правління і зажадав щоб усі індійські сили було беззастережно виведено з території Гоа.
Щоб виразити невдоволення діями Індії в Гоа, сенатський комітет по міжнародним відносинам спробував, незважаючи на заперечення з боку президента Джонна Кеннеді, скоротити обсяг допомоги Індії на 25 відсотків.
Посилаючись на факт, що Індія раніше вчила світ чеснот відмови від насильства, президент Кеннеді заявив послу Індії в США: "Останні п'ятнадцять місяців ви читали нам моралі, а зараз ви пішли вперед і вчинили так, як жодна нормальна країна не чинить … Люди кажуть: проповідника спіймали на виході з борделя "
У статті «India, The Aggressor» (Індія — агресор) газети The New York Times від 19 грудня 1961 говорилося: «Вторгшись в Гоа, прем'єр-міністр Неру завдав непоправної шкоди доброму імені Індії та принципам міжнародної моралі.»
У номері журналу Life від 12 лютого 1962 року була опублікована стаття «Символічна поза губернатора Гоа», пристрасно засуджує вторгнення Індії.

#### Велика Британія
Державний секретар по відносинам співдружності Дункан Сендіс 18 грудня 1961 року зробив заяву для палати громад, що в той час як британський уряд завжди розумів прагнення індійського народу до об'єднання Гоа, Дамана і Діу з Індійської республікою і не схвалює поведінку португальського уряду, що не взяв прикладу з Британії та Франції, які відмовилися від колоній в Індії він змушений «внести ясність, що уряд Її Величності засуджує рішення уряду Індії вдатися до військової сили для досягнення своїх політичних цілей».

### Підтримка

#### СРСР
Майбутній глава радянської держави Леонид Ілліч Брежнєв, під час вторгнення в Гоа здійснював тур по Індії, сказав кілька речей на підтримку дій Індії. У прощальному посланні він закликав індійців ігнорувати обурення країн заходу, «тих, хто звик душити народи світу що борються за незалежність,…тих хто збагачується шляхом колоніального грабежу». Радянський лідер Микита Хрущов відправив телеграму Неру що «всі радянські люди одностайно підтримували дружню Індію». Для цього СРСР наклав вето на резолюцію ООН, яка засуджує вторгнення Індії в Гоа.

#### КНР
В офіційній заяві від 19 грудня китайський уряд підкреслив свою «рішучу підтримку» боротьбі народів Азії, Африки і Латинської Америки проти «імперіалістичного колоніалізму».